# 댄 페인
댄 페인(Dan Payne, 1972년 8월 4일 ~ )은 캐나다의 배우이다. 디센던츠 123에서 미녀와 야수 에  야수 역을 맡았다

## 출연 작품
- 뮤턴트 이스케이프 (2022) - 페이백 역
- 디센던츠 2 (2017)
- 에브리씽, 에브리씽 (2017)
- 스트레인저 인 더 하우스 (2016)
- 디센던츠 (2015)
- 스노우 (2014)
- 노 클루 (2013)
- 쓰레기 (2012)
- 캐빈 인 더 우즈 (2012)
- 언더월드 4: 어웨이크닝 (2012)
- 최후의 크리스마스 (2011)
- 추수감사절 구하기 (2010)
- 찰리 (2009)
- 드리븐 투 킬 (2009)
- 왓치맨 (2009)
- Taming Tammy (2007)
- 스노우 퀸 (2002)
- The Muppets' Wizard of Oz (2005)
- 존 터커를 죽여라 (2006)

### 텔레비전
- 스몰빌 (2001)
- 스타게이트 SG-1 (2002-05)
- 스타게이트 아틀란티스 (2005)